# Alex Varnyú
Alex Varnyú (* 1. August 1995 in Budapest) ist ein ungarischer Shorttracker.

## Werdegang
Varnyú startete im Februar 2012 in Moskau erstmals im Weltcup und belegte dabei den 35. Platz über 1500 Meter und den 33. Rang über 1000 Meter. Bei den Juniorenweltmeisterschaften 2014 in Erzurum holte er die Silbermedaille mit der Staffel. Im März 2018 wurde er bei den Weltmeisterschaften in Montreal Achter mit der Staffel. In der Saison 2018/19 holte er in Salt Lake City mit der Staffel seinen ersten Weltcupsieg und errang in Dresden den dritten Platz mit der Staffel. Zudem erreichte er in Salt Lake City mit dem achten Platz über 1000 Meter seine erste Top-Zehn-Platzierung im Weltcupeinzel. Bei den Europameisterschaften 2019 in Dordrecht gewann er die Goldmedaille mit der Staffel. Im März 2019 holte er bei den Weltmeisterschaften in Sofia die Bronzemedaille mit der Staffel. Im Mehrkampf errang er dort den 33. Platz.

## Weltcupsiege im Team
| Nr. | Datum             | Ort              |
| --- | ----------------- | ---------------- |
| 1.  | 11. November 2018 | Salt Lake City 1 |

## Persönliche Bestzeiten
- 500 Meter    41,668 Sekunden (aufgestellt am 7. Februar 2020 in Dresden)
- 1000 Meter 1:23,931 Minuten (aufgestellt am 10. November 2018 in Salt Lake City)
- 1500 Meter 2:15,844 Minuten (aufgestellt am 1. Februar 2019 in Dresden)
- 3000 Meter 5:05,872 Minuten (aufgestellt am 30. Dezember 2011 in Budapest)